# Igazságosság Párt
Az Igazságosság Párt (spanyolul: Partido Justicialista) egy argentin politikai párt, amely a peronizmus legfőbb képviselője.

## Története
A párt neve a spanyol justicio social, magyarul társadalmi igazságosság kifejezésből ered.
1946-ban alapította Juan és Evita Perón a pártot, több őket támogató párt egyesülésével, miután életbe léptették Argentínában a nők szavazati jogát. A populizmus volt a párt központi ideológiája és a szegényebb rétegek valamint a munkások között volt népszerű a párt. Erős bázisuk volt Argentína legnagyobb szakszervezete, az Általános Munkás Konföderáció.
Perónék számos vállalatot államosítottak, szociális reformokat hajtottak végre, javítottak a munkásság életkörülményein. Javítottak a közműellátottságon valamint erősödött a városiasodás úgy hogy, az agrárszektorra magasabb adókat róttak.
Az argentín középosztály és gazdagoknak nem tetszett ez a politika és Perón munkásokat támogató politikája összehozta őket, emellett 1955-re a katolikus egyház sem támogatta tovább Peronékat, majd puccsal eltávolították Juan Perónt a hatalomból és száműzték a Francoista Spanyolországba. Habár Perón csak 1973-ban tért vissza a hatalomban, amikor győzött az az évi választáson. A peronizmus addig is megvolt és a társadalom szegényebb rétege igényt tartott rá. A visszatérése előtt számos erőszakos incidens történt, valamint Perón a hadsereg és a politikai elit különböző embereivel folytatott tárgyalásokat, amely segítette a visszatérését.
A pártban olyan tagok is voltak, akik szélsőbaloldali gerillaszervezetek tagjai voltak, mint a Montoneros vagy szélsőjobboldali terrorszervezetek, mint a José López Rega vezette Argentín Antikommunista Szövetség. 1974-ben Juan Perón meghalt, helyét alelnöke és felesége Isabel Perón vette át. Perón asszony uralma alatt feszült politikai légkör volt: gyakorivá vált a politikai erőszak, amely elvezetett az 1976-os puccsig. Ekkor Isabel Perónt eltávolította a hatalomból a hadsereg Jorge Rafael Videla vezetésével.
Ezt követően piszkos háború néven Argentínában diktatúra lett. A katonai junta alatt számos peronistát kivégeztek, majd a peronizmus ismét népszerűvé vált. A junta gazdasági miniszterének José Alfredo Martínez de Hoznak a neoliberális, szabadkereskedelmi, deregulációs politikája rontott a recesszión, 1981-ben pedig lemondott.
1983-ban a junta bukása után tartottak először választásokat, ahol a Radikális Polgári Unió legfőbb kihívói voltak. A választás után ellenzékbe került a párt. Az 1989-es választáson a párt Carlos Menemet indította elnök-jelöltként, aki megnyerte a választást és ő lett Argentína új elnöke. Menemmel együtt a párt neoliberális, jobboldali fordulatot vett. 1994-ben új alkotmányt hagytak jóvá Argentínában, amivel lehetővé vált, hogy a hivatalban levő elnököt újraválasszák, 1995-ben újraválasztották Menemet.
Az 1999-es választáson elbukott az Igazságosság Párt. 2001-ben azonban a törvényhozási választásokon a párt első helyen végzett. Ezzel egyidőben az Argentin válság mélypontja volt: peso leértékelése, menekülő tőke, államcsőd volt. 2003-as választáson a pártból három ember indult egymás ellenfeleként a választáson, Carlos Menem, Nestor Kirchner és Adolfo Rodríguez Saá. A második fordulóban azonban Nestor Kirchner győzött. Kirchner alatt a párt ideológiailag folyamatosan balra tólódott.

## Ideológia
A párt eleinte gyűjtőpárt volt, amely főleg Juan Perón és felesége Evita Perón iránti személyi kultuszon alapult, emellett gazdasági populizmus jellemezte a pártot.
1973 után, Isabel Perón elnöksége alatt a párt már kevésbé volt imperialistaellenes, viszont erősen antikommunista szellemiségű lett és támogatta a gazdasági liberalizmust.
Ez a szellemiség a katonai junta bukását követő években is jelen volt, Carlos Menem elnökségével egészen Eduardo Duhalde hivataláig. Ekkor a párt jobbközép erővé vált, miközben a Radikális Polgári Unió balközép irányultságú volt.
2003 óta komoly, forradalmi változások mentek végbe a pártban: Nestor Kirchner elnökségével erősödött a párt Front a Győzelemért (Frente para la Victoria) szárnya. A pártban a peronizmus mellett, hamarosan a szocializmus, baloldali nacionalizmus és radikalizmus sajátos egyvelege, a kirchnerizmus született meg. Emiatt a párt határozottan baloldali nacionalistaként van számontartva, emellett a Radikális Polgári Unió Kirchner-ellenes jobbközép és centrista pártokkal együtt megalkották a Republikánus Ajánlat nevű koalíciót. Nestor Kirchner halála után, felesége Cristina Fernández de Kirchner tovább vitte férje szellemiségét, és ez vált meghatározóvá az Igazságosság Pártbnan.